# 봉선사천
봉선사천은 경기도 포천시 소흘읍에서 발원하여 경기도 남양주시 진접읍에서 왕숙천에 유입되는 지방하천이다. 길이는 6.4km이며, 한강수계에 속해 있다. 하천의 명칭은 유역 내 위치한 봉선사에서 유래하였으며 주변 관광지로는 봉선사와 광릉수목원이 있다. 

## 같이 보기
- 광릉
- 광릉수목원
- 봉선사